# باتری سی

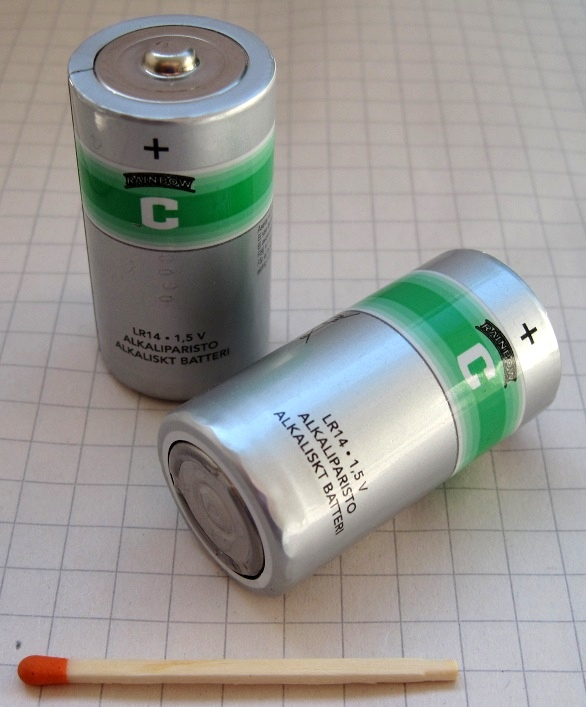
دو باتری در سایز سی

باتری سی (به انگلیسی: C battery) یکی از ابعاد استاندارد باتری است که برای استفاده‌هایی چون ابزارهای قابل حمل و اسباب بازی‌ها به کار می‌رود. ابعاد این باتری به‌طور قرار داد ۵۰ میلی‌متر (۱٫۹۷ اینچ) طول و ۲۶٫۲ میلی‌متر (۱٫۰۳ اینچ) قطر در نظر گرفته می‌شود.

## نام‌های تجاری معادل
- U11 (در بریتانیا در خلال دهه ۱۹۸۰)
- MN1400
- MX1400
- Baby
- Type 343 (شوروی/روسیه)
- BA-42 (US Military Spec WWII–1980s)
- UM 2 (JIS)
- #۲ (چین)
- 6135-99-199-4779 (NSN)(روی-کربن)
- 6135-99-117-3212 (NSN)(قلیایی)
- HP-11
- Mezza torcia (ایتالیا)
- Pila Mediana (آرژانتین)